# Albert Luig
Albert Luig   (Brussel·les, 20 de gener de 1906 - 30 d'abril de 1942) va ser un compositor alemany de música electrònica.
Albert Luig va néixer a Brussel·les de pares alemanys. Després de la fi de la Primera Guerra Mundial, la família va haver d'abandonar Bèlgica i es va traslladar a Aquisgrà, on Albert Luig va acabar els seus dies escolars. Després estudia a la Universitat de Música de Colònia amb Philipp Jarnach (composició), Lazzaro Uzielli (piano) i Hermann Abendroth (direcció). Albert Luig va acabar els seus estudis el 1933 i va tornar per primera vegada a Aquisgrà, on va dirigir una orquestra de cambra regional. Un any després es va traslladar a Berlín i va treballar com a director musical a la plantilla general de la Joventut Hitleriana, Albert Luig va acabar aquesta tasca el 1936 per tal de concentrar-se en la seva carrera com a compositor. En els anys següents va crear obres d'orquestra i de cambra per a la sala de concerts, però Albert Luig es va centrar en la composició de la música de cinema. Va establir diverses pel·lícules documentals i de naturalesa de la UFA. Al començament de la Segona Guerra Mundial, Albert Luig va exercir de chauffeur per a la Wehrmacht. Com a part d'aquesta activitat, Albert Luig va morir en un accident de cotxe.